# 운세

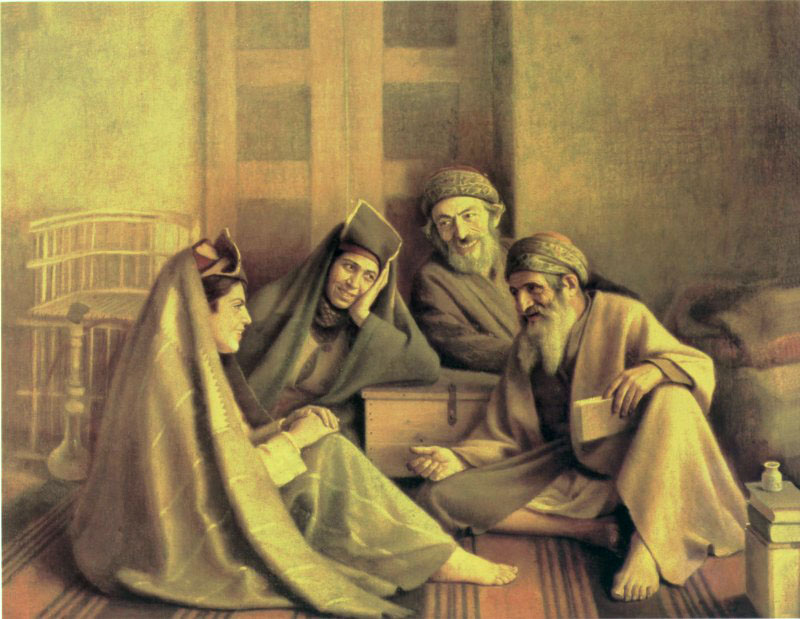
19세기 이란의 점쟁이.

운세(運勢, 영어: fortune-telling)란 어떤 사람의 삶에 대한 정보를 예언해 보는 행위이다. 점복과 사실상 같은 의미이나 점복은 영적 존재의 개입 등 다소 종교적인 성격을 가지고 있으나 운세는 그보다는 훨씬 비격식적이다.
서양에서 운세는 르네상스 시대 롬인들에 의해 주로 전파되었다. 19세기에서 20세기 사이에는 동양의 역경을 비롯해 비서구권의 점복수단이 대중문화에 유입되어 운세를 점치는 수단으로 사용되었다.
운세를 맞추는 사람은 점쟁이, 역술인, 역술가, 사주쟁이 등으로 부른다.

## 동서양의 차이점
- 서양의 Fortune-telling은 'Fate'라는 뜻으로 점괘를 뽑을 때마다 1부터 9까지 매번 랜덤한 Luck이 나온다.

- 동양의 운세(運勢)는 '돌아오는 기세'라는 뜻으로 태어날 때 사주팔자와 함께 정해진다. 때와 순서[1]가 정해져 있으므로 예측이 가능하고 매번 점괘를 뽑지 않아도 된다. 동양의 운세는 크게 두 종류로 나뉜다.

1. 600년 뒤의 운세는 이번 달의 운세와 같다. (공전)
2. 600일 뒤의 운세는 현재 시각의 운세와 같다. (자전)

## 같이 보기
- 카드점(-占, en:Cartomancy)
  - 타로

1. ↑  순서를 강조할 때는 운수(運數)라고 부른다.